# Observatoire Vainu Bappu

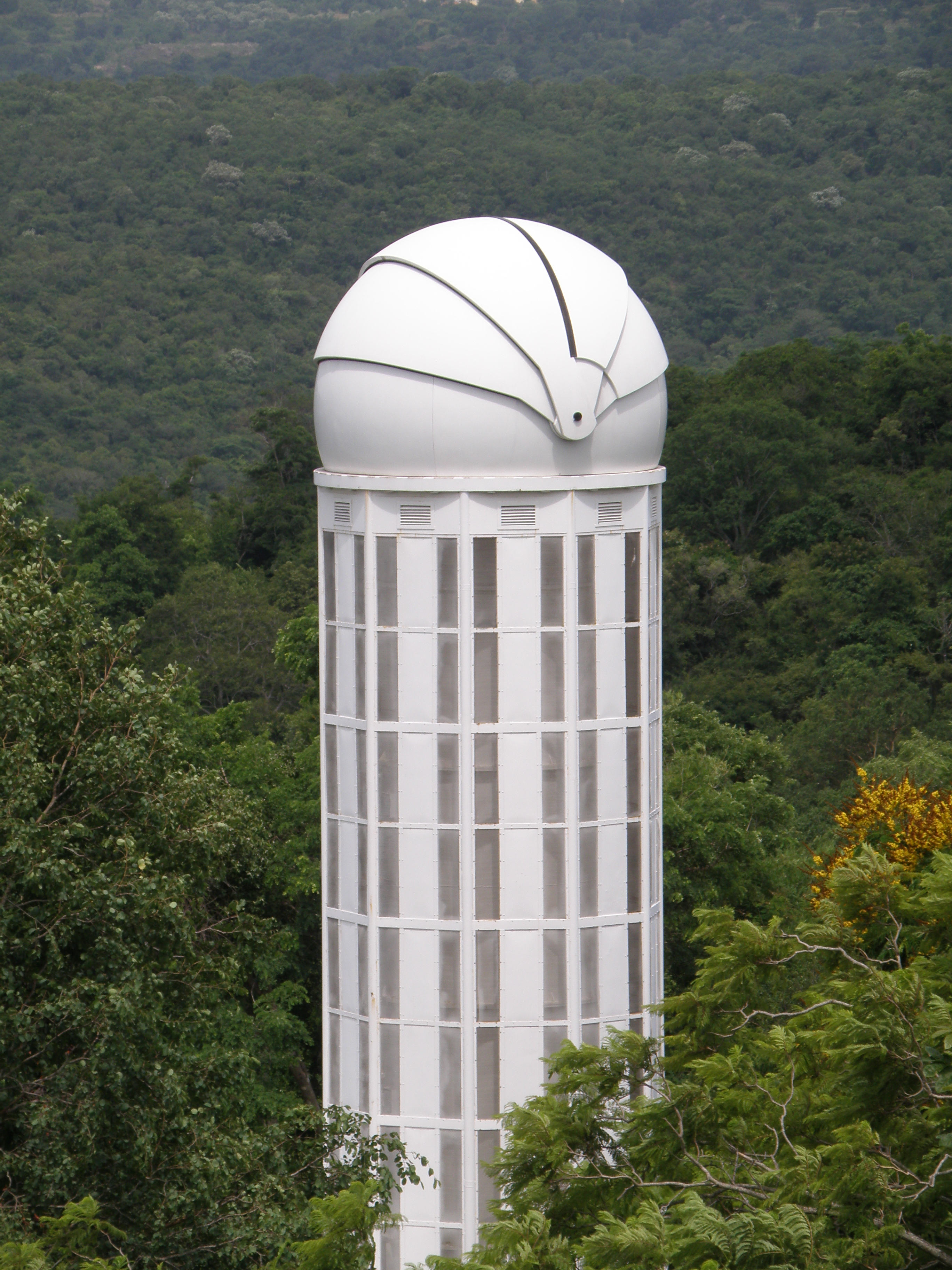
Télescope de 15 pouces vu à partir de l'emplacement du télescope de 40 pouces.

L'observatoire Vainu Bappu, ou observatoire de Kavalur, est un observatoire astronomique indien opéré par l'Institut indien d'astrophysique. Il est situé à Kavalur, dans les collines Javadi (en), près de Vaniyambadi (en), dans le District de Vellore du Tamil Nadu, à 200 km au sud-ouest de Chennai et à 175 km au sud-est de Bangalore.
Il a été nommé en l'honneur de Vainu Bappu.

## Histoire
Les origines de l'observatoire remontent à 1786, alors que William Petrie (en) installe son observatoire privé à sa résidence d'Egmore, Madras. Connu sous le nom d'observatoire de Madras, il sera déménagé plus tard à Kodaikanal, où il est connu sous le nom d'Observatoire solaire de Kodaikanal à partir de 1899.
L'endroit n'offrant pas un climat propice à l'observation astronomique, on cherche un nouvel emplacement à l'observatoire après l'indépendance de l'Inde. L'astronome Vainu Bappu, directeur de l'observatoire de Kodaikanal en 1960, trouve l'emplacement actuel.
Les observations commencent en 1968 à l'aide d'un télescope de 38 cm.